# Kościół Świętego Krzyża na Obidowej w Chabówce

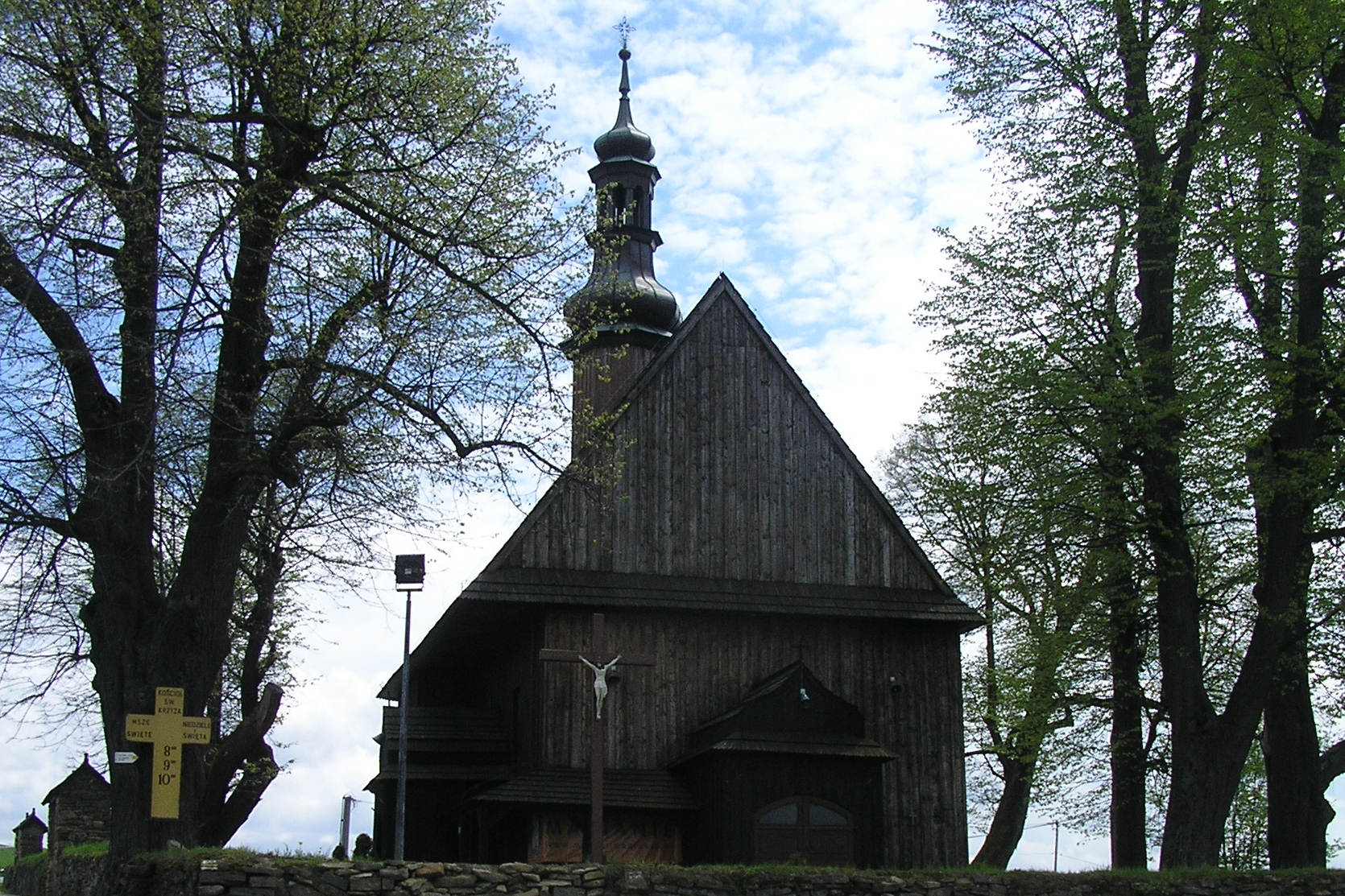
Widok od północnej strony

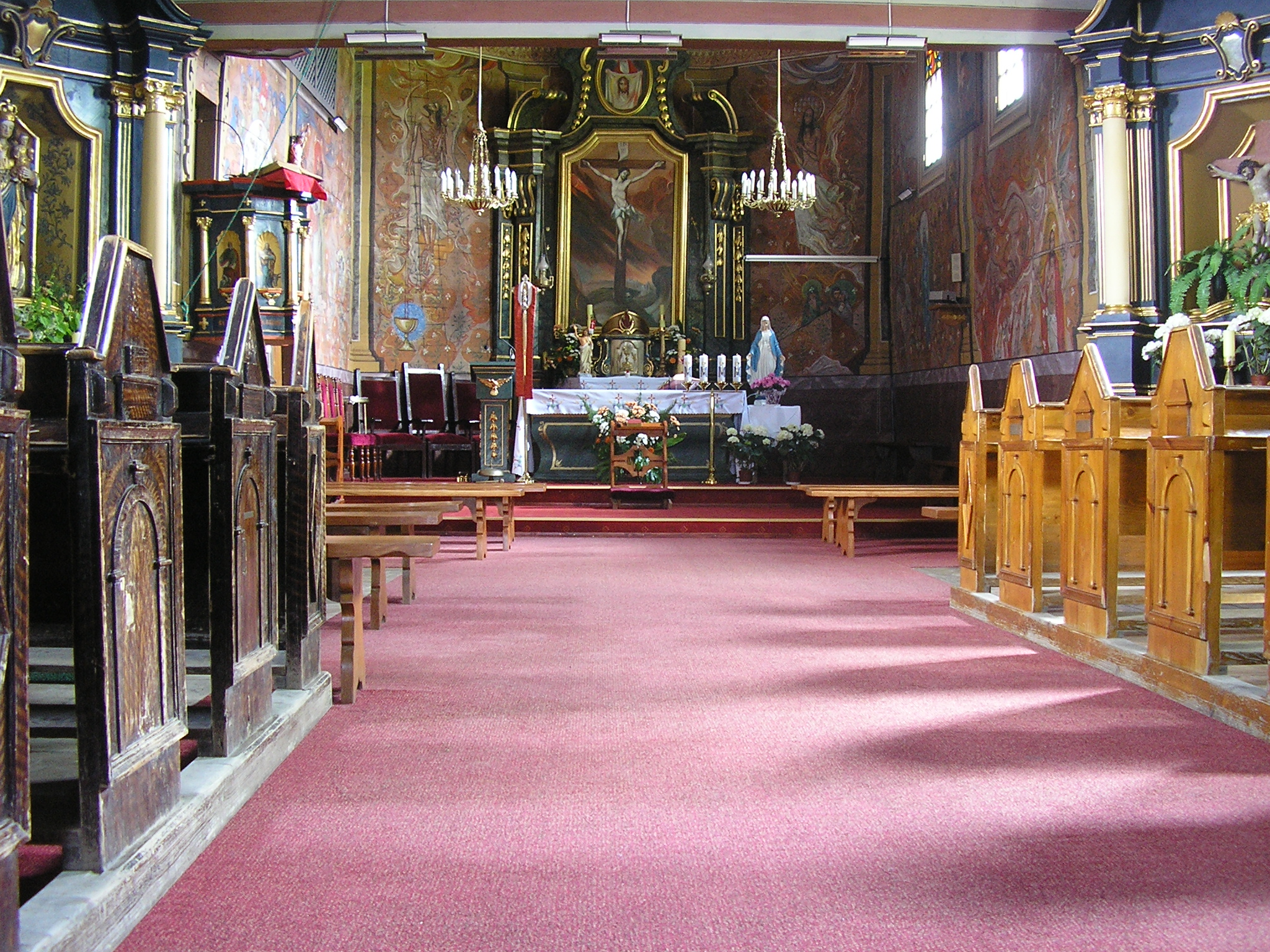
Wnętrze kościoła

Kościół Świętego Krzyża „na Obidowej” – kościół w Chabówce przy granicy z Rdzawką. Położony jest przy DK47 na Zakopiance.

## Legendy
Wybudowanie kościoła na górze, z dala od większych osiedli ludzkich było zapewne przyczyną powstania legend o tym kościele. Jedna z nich mówi, że pewnego razu zamożny kupiec wracał z podróży, wioząc ze sobą dużą sumę pieniędzy za sprzedane towary. Był już był blisko domu, kiedy napotkał zbójców na drodze. Nie wiedząc, co zrobić, upadł na kolana i zawołał: „Krzyżu Święty ratuj mnie!” I wówczas to, jak podaje legenda, na niebie pośród chmur pojawił się ognisty krzyż (którego wyobrażenie znajduje się na polichromii sufitowej kościoła). Według innej wersji – zbójcy skamienieli (a dowodem mają być fragmenty kamiennych rzeźb z ludzkimi sylwetkami, które znajdują się w parkanie okalającym teren kościoła). W pobliżu tego zdarzenia wytrysnęło cudowne źródełko zwane Źródłem Pociesznej Wody, któremu przypisuje się niezwykłe właściwości, jak leczenie chorób oczu czy nóg (znajduje się ono ok. 200 m od kościoła, po drugiej stronie zakopianki, jadąc w kierunku Krakowa). Jako wotum dziękczynne za cudowne uratowanie kupiec ufundował ten kościół.
Inna legenda mówi, że kupiec widząc zbójów rzucił się do ucieczki. Zbójcy doganiali go, byli już coraz bliżej. Spodziewając się najgorszego, zaczął wzywać bożej pomocy. Nagle wszystko wokół spowiła mgła tak gęsta, że nic widać nie było. Zbójcy wycofali się, a kupiec w miejscu ocalenia jako wotum postawił kościółek. Być może legenda wzięła się stąd, że podczas jazdy szosą z kierunku Zakopanego w okolicy Rdzawki na odcinku ok. 2 km bardzo często nagle wjeżdża się w gęstą mgłę, która równie niespodziewanie ustępuje (zjawisko spowodowane jest nieckowatym obniżeniem terenu).

## Historia
W rzeczywistości kościół powstał w 1757 na miejscu dawnej kaplicy, z fundacji Jana Wielopolskiego, wojewody sandomierskiego. Niekiedy to z jego osobą wiąże się legendę o bogatym kupcu, który podróżował szlakiem handlowym łączącym Polskę z Węgrami. W 1928 Krakowski Klub Automobilowy postanowił otoczyć opieką kościół w Obidowej. Począwszy od 1965 roku kościołem opiekuje się Zgromadzenie Księży Marianów w Rdzawce. 2 października 1994 budynek został podpalony przez nieznanych sprawców. Uratowany został tylko dzięki szczęśliwemu zbiegowi okoliczności: akurat Zakopianką wracała specjalistyczna jednostka Straży Pożarnej z Krakowa. Dzięki błyskawicznej akcji udało się kościół uratować, spłonęła tylko jedna ściana z zabytkową rzeźbą Ukrzyżowania. Wkrótce dzięki ofiarności miejscowej społeczności kościół został odbudowany.

## Opis kościoła
Świątynia ma konstrukcję zrębową. Prezbiterium i częściowo nawę okalają soboty. W roku 1901 ściany i stropy zostały pokryte polichromią składającą się m.in. z motywów architektonicznych, figuralnych i ornamentalnych, a w 1975 zostały odnowione. Podczas pożaru w 1994 zostały zniszczone w dużym stopniu. Obecnie można oglądać je zrekonstruowane. Charakterystyczną cecha tego kościoła są tzw. soboty – otaczające kościół niskie podcienia wsparte na słupach i przykryte jednospadowym dachem. Dawały one schronienie pielgrzymom, którzy już w sobotę z dalekich okolic przychodzili na niedzielne nabożeństwo (a szczególnie na odpust).